# ستوک لاتسکی
ستوک لاتسکی (به لهستانی:  Stok Lacki) یک منطقهٔ مسکونی در لهستان است که در گمینا شدلتسه واقع شده‌است. ستوک لاتسکی ۷۲۱ نفر جمعیت دارد.